# L'Amour détachant la ceinture de Vénus
L'Amour détachant la ceinture de Vénus, ou L'Amour détachant la ceinture de la Beauté – en anglais Cupid Untying the Zone of Venus –, est un tableau réalisé par le peintre britannique Joshua Reynolds en 1788. De format vertical, cette huile sur toile est une peinture mythologique à dimension érotique. Elle  représente le petit Cupidon dénouant le ruban bleu qui sert de ceinture à Vénus, dont Emma Hart est le modèle. Vêtue d'une robe blanche qui laisse ses seins nus, la déesse de la Beauté y figure en train de se cacher de la main une partie du visage, qui sourit malicieusement. L'œuvre est la troisième version d'une composition de 1784 dont l'original se trouve à la Tate Britain, à Londres. Elle est quant à elle conservée depuis 1792 au musée de l'Ermitage, à Saint-Pétersbourg, en Russie.